# Gnathmocerodes euplectra
Gnathmocerodes euplectra är en fjärilsart som beskrevs av Oswald Beltram Lower 1908. Gnathmocerodes euplectra ingår i släktet Gnathmocerodes och familjen vecklare. Inga underarter finns listade i Catalogue of Life.